# 黄材鎮
黄材鎮（こうざいちん）は中華人民共和国湖南省長沙市寧郷市の鎮。唐の時代から安化県・桃江県・益陽市などで産出した貴重な「黄木」をこの地の姜公橋下の潙水河から全国各地へ運ばれたことから「黄木市」「黄材」と呼ばれてきた。青銅器を多数出土されたことから「南中国青銅器の郷」とも言われている。

## 行政区画
- 新街社区
- 黄材村
- 段渓村
- 月山村
- 竜泉村
- 竜渓村
- 沙坪村
- 鶴塘村
- 蒿渓村
- 寧峰村
- 井沖村
- 栗山村
- 石獅村
- 松華村
- 涓水村
- 新橋村
- 石山村
- 清洋村
- 勝渓村
- 石竜洞村
- 煙渓村
- 崔坪村
- 通渓村
- 峡塘村

## 歴史
1949年、姜亜勲、饒孟虎、陳仲怡、李石、譚蔭南などが指導した国民党当局に対する黄唐暴動の地である。

## 経済

### 名物・特産品
- 石炭
- ウラン
- マンガン
- トウガラシ

## 地理
黄材鎮は寧郷市の北西部に位置し、北は桃江県松木塘鎮と、東は横市鎮と、西は巷子口鎮、沙田郷、潙山郷と、南は老糧倉鎮、流沙河鎮とそれぞれ接している。
- 河川：潙水河
- 湖：黄材水庫（別名青羊湖）

## 教育
- 高中：寧郷三中

## 交通

### 道路
- 横雷道路

## 観光
- 炭河里遺跡
- 三関門

## 国宝
- 青銅器：雲紋鐃（重さ221.5キロ）[4]
- 青銅器：虎食人卣[5]
- 青銅器：四羊方尊[6]
- 青銅器：戈卣[7]

## 出身有名人
- 甘泗淇：中国人民解放軍の将領。